# Panorpa cheni
Panorpa cheni är en näbbsländeart som beskrevs av Cheng 1957. Panorpa cheni ingår i släktet Panorpa och familjen skorpionsländor. Inga underarter finns listade i Catalogue of Life.